# Baladas éuscaras

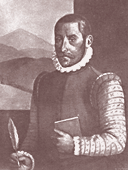
Esteban de Garibay, cronista vasco que recogió gran parte de la literatura medieval oral conservada en la actualidad.

Las baladas euskaldunes o vascas (en euskera, euskal baladak) son en la literatura euskalduna composiciones breves en verso de carácter narrativo, en la mayoría de los casos musicalizadas, que florecieron entre los siglos XIV-XIX. Aunque en la literatura se ha utilizado el término romance como equivalente la balada vasca está más emparentada con la balada europea que con el romance propio de la literatura hispánica.
Entre los autores vascos contemporáneos y más conocidos que han trabajado este género están Jon Mirande y Bernardo Atxaga con Euskaldun zintzoen balada (1950) y Ana Juanita (1986) respectivamente.

## Literatura oral y tradicional en euskera
Los géneros mayores de la literatura oral y tradicional en euskera son cinco: 
- Kopla zaharrak (o coplas viejas)
- Ipuinak eta elezeharrak (cuentos y leyendas)
- Baladas (o poemas narrativos)
- Versolarismo
- Pastorales.

Los tres primeros géneros, incluyendo las baladas, pertenecen al grupo de los géneros tradicionales, es decir, aquellos en los que el texto literario nace en algún momento de la historia para perpetuarse (y evolucionar) a lo largo de esta. Las baladas comparten gran número de características estilísticas con las Kopla Zaharrak, como la repetición, simbolismo o referencia a la naturaleza, a pesar de ser géneros diferenciados entre otras cosas por la temática y situación social en la que se recitan.

## Características
En opinión de Manuel de Lekuona la abundancia y calidad de las baladas recogidas solo podría estar justificada por la existencia de una tradición de perfecta técnica, que hace equiparable la literatura oral y tradicional en euskera a la de las literaturas romances de alrededor en palabras de Luis Michelena.
El estudioso citado definió como característica principal de las baladas:

gran sobriedad de expresión y la ninguna morosidad en lás descripciones

Jon Kortazar, parafraseando a Ramón Menéndez Pidal resumió las características de la balada de la siguiente manera:

intensidad, tendencia a lo esencial, ausencia de artificiosidad

Rasgos generales
Las baladas se expresan en verso, divididas en estrofas que tienen al final la rima, aunque no siempre se puede hablar de rima sino más bien de sonidos semejantes, creados con la intención de ser agradables al oyente y suelen. Suelen narrar un suceso o historia breve dentro de una más extensa, pues la mayoría de las conservadas son fragmentos de baladas más largas y probablemente fueron conservadas por su interés musical.
Temática y autoría
- Narran historias violentas en muchos casos,[3] aunque la temática está influenciada por la época en que se compusieron. Mientras que las baladas épicas tratan de las luchas entre banderizos (en el País Vasco continental entre beamonteses y agramonteses y en la Vasconia peninsular entre oñacinos y gamboínos), las líricas se centran casi por completo en la temática amorosa.

- La mayoría de ellas son anónimas y aunque fueron compuestas por un autor individual han sido reproducidas por un autor-legión.[6] No es este el caso de las eresiak, donde en la mayoría de los casos pueden identificarse a las autoras, madres, hijas y hermanas del fallecido habitualmente.

Lenguaje y características estilísticas
- En comparación con los romances castellanos, baladas francesas y la literatura en euskera de la época, el lenguaje utilizado por aquellos que las recogieron no es tan arcaico.[7]

- No siempre mantienen un orden cronológico de los hechos, es por ello que muchas veces empiezan por el desenlace.[3]

- Aunque los personajes están implicados en la acción, estos no son descritos ni valorados moralmente por lo general.[3]

- El contexto carece importancia. No se realizan descripciones de los lugares, ni del tiempo en el que ocurren, si ocurre algún cambio en este es repentino e improvisado.[3]

- Los verbos diseñan la acción, viva y rápida, mientras los sustantivos constituyen el fondo simbólico.[3]

- Se utilizan diálogos vivos e incisivos en los momentos de mayor tensión, valiéndose del estilo directo.[3]

- El objetivo de la narración es conseguir un efecto dramático, empleándose para ello frases cortas, pero expresivas, llenas de contenido y fuerza.[3]

- Desde un punto de vista estilístico la balada tiende a la metonimia como recurso básicos, expresando por medio de lo concreto (en las fórmulas) la abstracción.[4]

### Técnicas compartidas con lasCoplas Viejas
Se entiende por Kopla Zaharrak (en contraposición a bertso berriak) o Coplas Viejas a un género en verso musicalizado propio de la literatura oral y popular en euskera. Tradicionalmente estas coplas se recitan en situaciones sociales concretas (en Nochevieja, Víspera de Santa Águeda, en honor al Olentzero, en carnavales, Noche de San Juan, etc.) y se caracterizan por tener una serie de fórmulas y clichés comunes, referencias a la naturaleza y un esquema flexible. Muchas veces se utilizan técnicas de este género lírico en las baladas:
- Referencias a la naturaleza: en el primer verso suele hacerse una referencia a la naturaleza, para que a continuación en el segundo verso se dé inicio a la balada en si. Esta referencia puede extenderse a un primer y segundo verso, dando comienzo la balada en sí en el tercero. Ejemplo de ello sería en el Cantar de Bereterretxe:

| Haltzak ez dü bihotzik, Ez gaztanberak hezürrik. Ez nian uste erraiten ziela aitunen semek gezurrik. | Ni tiene médula el aliso ni tiene hueso el requesón. Nunca hubiese creído que un noble pudiese mentir. |

- Bihurkia: se dice de la repetición de una frase o verso con el objetivo de impulsar el dramatismo de las escenas y para facilitar la memorización de las baladas la repetición es un recurso habitual.[9] Estas repeticiones pueden encontrarse de las siguientes maneras:[3]

1. Dentro del verso
2. Encadenadas entre dos versos
3. La triple repetición es común también, aunque la tercera repetición suele incluir alguna variante
4. De vez en cuando a modo de estribillo aparece al final de un verso
5. Algunas veces se repite la estrofa entera.
- Simbología e imágenes: usoa (paloma), urzapala (tórtola), ainara (golondrina), errexiñula, lilia, izarra (estrella), eguzkia (sol), zitroina (cigüeña), izotza (hielo), lizarra (fresno).[9]

### Diferencias entre las baladas vascas continentales y peninsulares
Las baladas del País Vasco francés han sido consideradas tradicionalmente de mayor calidad y sus estrofas cuentan de 15 sílabas, todas rimadas de manera asonante. En cambio las del País Vasco peninsular por el contrario la estrofa tiene 8 versos, de los cuales los pares poseen 8 sílabas y los impares 7, y la rima es consonante; es decir, mientras en Iparralde se da importancia a la musicalidad del verso, en la Vasconia ibérica adquiere más importancia la rima.

## La baladas en euskera dentro de la tradición europea
A pesar de que tal y como se ha señalado autores como Manuel de Lekuona ha utilizado el término romance como equivalente de las baladas, hoy en día se considera que el romance constituye un grupo específico dentro de la balada europea. A su vez el romance posee una métrica específica, frente a la balada, más laxa, y desde un punto de vista temático esta última es más dada a los argumentos fantásticos o maravillosos, frente a los hechos históricos narrados en los romance. Es por ello que se considera que la balada vasca está más emparentada con la balada europea que con el romance propio de la literatura hispánica.
William James Entwistle clasificó la balada europea en cuatro grupos (Romance, Nordic, Balkan y Russian), al que se añadiría el de Basque Ballads en palabras de Patricio Urquizu

## Origen y transmisión
Dos son las teorías principales acerca del origen de las baladas:
- Comunalista: teoría formulada por Francis Barton Gummere y Kttredge según la cual estos poemas narrativos fueron creados por la comunidad. Ante las críticas sufridas la teoría fue reformulada, no eran las baladas propiamente lo que propiamente había nacido de la comunidad, sino los arquetipos de esta, es decir, el estilo baladístico.

- Individualista: teoría formulada por Andrew Lang, W.J. Coruthope y Louise Pond según la cual estas fueron creadas por personas individuales, como juglares, trovadores, etc.

El punto de vista actual acerca del origen y transmisión de estas se podría resumir bien en la siguiente cita:

Una balada es un poema narrativo producido por un autor individual y reproducido por un autor-legión, en el seno de una comunidad orgánica. Aunque en sus orígenes pueda existir un poema escrito, un texto, las baladas se difunden y perpetúan oralmente. En el curso de su transmisión, las baladas evolucionan, cambian. Una balada es poema abierto, un modelo virtual que vive en variantes: en tipos regionales distintos; en realizaciones individuales que nunca son idénticas entre sí. 

La baladística es una poesía artesanal. Así como el alfarero imprime su sello personal en cada uno de los artefactos que moldea de acuerdo con técnicas y patrones heredados de pasadas generaciones, el cantor o recitador de baladas deja su propia huella -para bien o para mal- en los relatos poéticos que ha recibido de sus antepasados
Jon Juaristi

## Clasificación

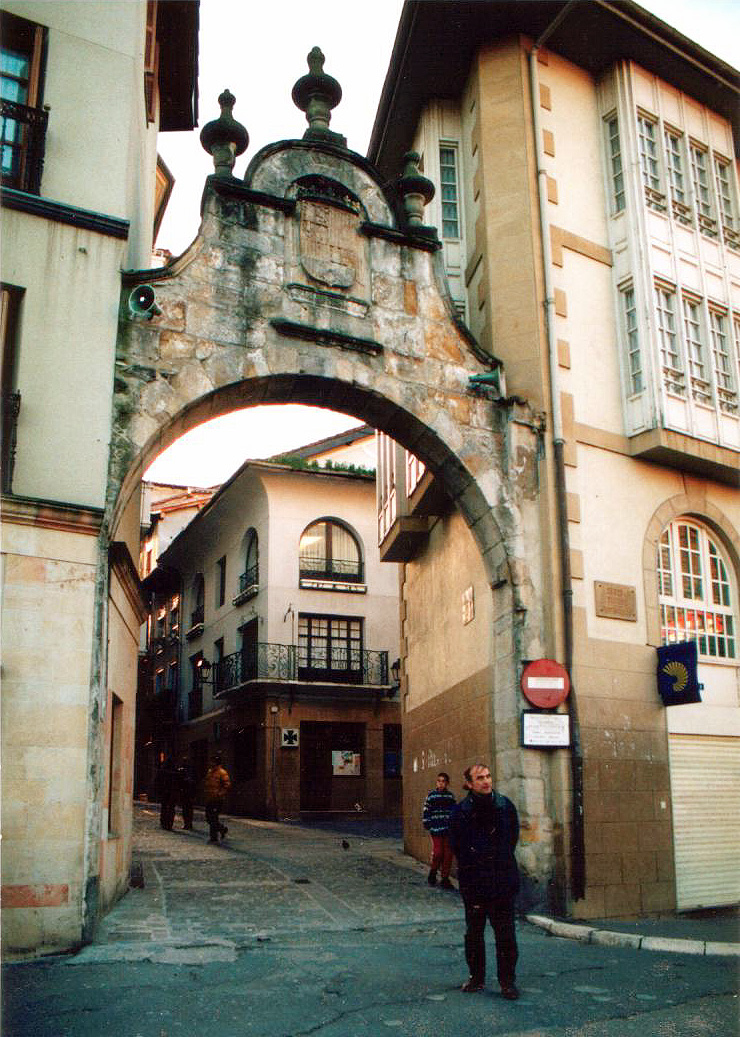
Puerta de Mondragón, una de las pocas partes de la ciudad vieja que sobrevivió a la guerra civil del Reino de Navarra entre Oñacinos-Gamboínos y Agramonteses-Beamonteses.

### Juan Mari Lekuona
Juan Mari Lekuona clasificó las baladas en euskera en tres géneros, tomando en cuenta la temática y la época en la que fueron compuestas:

#### Épicas
Son aquellas que se extienden hasta el siglo XVI. Se centran en las hechos acaecidos durante las Guerras entre los Parientes Mayores (en euskera, Ahaide Nagusiak) entre Oñacinos y Gamboínos, Agramonteses y Beamonteses y en la vida medieval en general. Aunque hay lugar para la lírica, es la acción, guerra o reproche lo que prima, convirtiéndose en crónicas de lo acaecido en la época a pesar de que de la mayoría solo se conservan fragmentos. Fueron recogidas por los cronistas del XV y XVI mayoritariamente, como Esteban de Garibay en Compendio Historial, Ibargüen-Cachopín en su Crónica, Juan Pérez de Lazarraga en su Relación Genealógica del linaje de Lazarraga (conocido por su manuscrito descubierto en 2004), etc.. Sea por temática o por quienes fueron compuestas dentro de esta clasificación pueden encontrarse dos géneros:
- Guda-kantak (o Cantares de Guerra): en ellas se narran pequeñas escaramuzas y venganzas entre los Parientes Mayores, es especialmente conocido es el Cantar de la quema de Arrasate (1448), donde se narra como en las Guerras de Banderizos Pedro de Abendaño dio fuego a la villa, noble a quien también se le dedicó curiosamente otra balada, en concreto una eresia.

- Eresia/hil-eresiak (o Cantares Fúnebres): las eresiak eran cantos fúnebres en verso improvisados y recitados por mujeres con ocasión de duelo en funerales y velatorios.[11][12] El origen de estas mujeres o endechadoras orales era dispar, mientras en el Fuero Viejo de Vizcaya (1452) se las llama profazadas y se insinuaba no que estas no llevaban buena vida:

Título 8. Ley 1:"... y sobre mujeres, que son conocidas por desvergonzadas, y revolvedoras de vecindades, y ponen coplas, y cantares a manera de libelo infamatorio (que el Fuero llama profazadas)".

Otras aparecían vinculadas a la nobleza, ejemplo de ello es la elegía compuesta por Sancha Ochoa de Ozaeta en 1464 en honor de la muerte de su marido, Martín Báñez de Artazubiaga o la Eresia de Milia de Lastur, donde son la hermana de esta y la esposa de Peru García quienes se enfrentan.
La circunstancia de pronunciar estos lamentos en público y estar dirigidos a un auditorio, hacía que estas improvisaciones (pues las eresiak son obras de endechadoras orales) encerraran una dramatización muy particular pues a veces respondían otras, dando lugar a debates en verso semejantes a los de los bertsolaris modernos. Tanto para Manuel de Lekuona como para Koldo Mitxelena, aquellas damas improvisadoras eran bertsolaris que apagaron sus voces no de manera natural y espontánea, sino por la siguiente prohibición:

Título 35. Ley 6: "En qué manera se puede hacer llanto y poner luto por los difuntos... Ordenaron, y establecían por ley, que de aquí adelante cuando quiera que alguno muere en Vizcaya [...] no sea osado de hacer llanto alguno mesándose los cabellos, ni rasgándose la cara, ni descubriendo la cabeza, ni haga llantos cantando, ni tomen luto de marraga, so pena de mil maravedíes a cada uno que lo contrario hiciere por cada vez."
Fuero Viejo de Vizcaya (1452)

#### Épico-líricas
La mayoría de ellas pertenecen al siglo XVII, son más abundantes y cercanas a las baladas europeas. Aunque suelen basarse en un hecho (real o no), están dotadas de un especial dramatismo reflejado en las conversaciones. El lirismo borra cualquier referencia o exactitud al sitio, época, personajes, estas se reducen a referencias generales y vagas como "itsasoan" (en el mar), "hondartzan" (en la playa). Ejemplos:
- Brodatzen ari nintzen (trad. "Estaba bordando")

- Egun bereko alarguntasa (trad. "La viuda del mismo día")

- Goizean goizik jeiki nündüzün (trad. "Me despertaste pronto a la mañana")

#### Líricas
Del siglo XVIII, son las más comunes en la literatura oral y popular en euskera y según muchos las de mayor calidad. Es casi poesía pura, centrada en la temática del amor, los temas vienen dados bajos símbolos a través de conversaciones y la narración ha quedado relegada a un segundo plano. La mayoría de ellas han sido recogidas en el País Vasco francés. Las más conocidas son:
- Intxauspeko alaba

- Txori erresiñula

- Eijerra zira maitia

- Maitia nun zira?

- Jaun baruak aspaldin

### Antonio Zavala

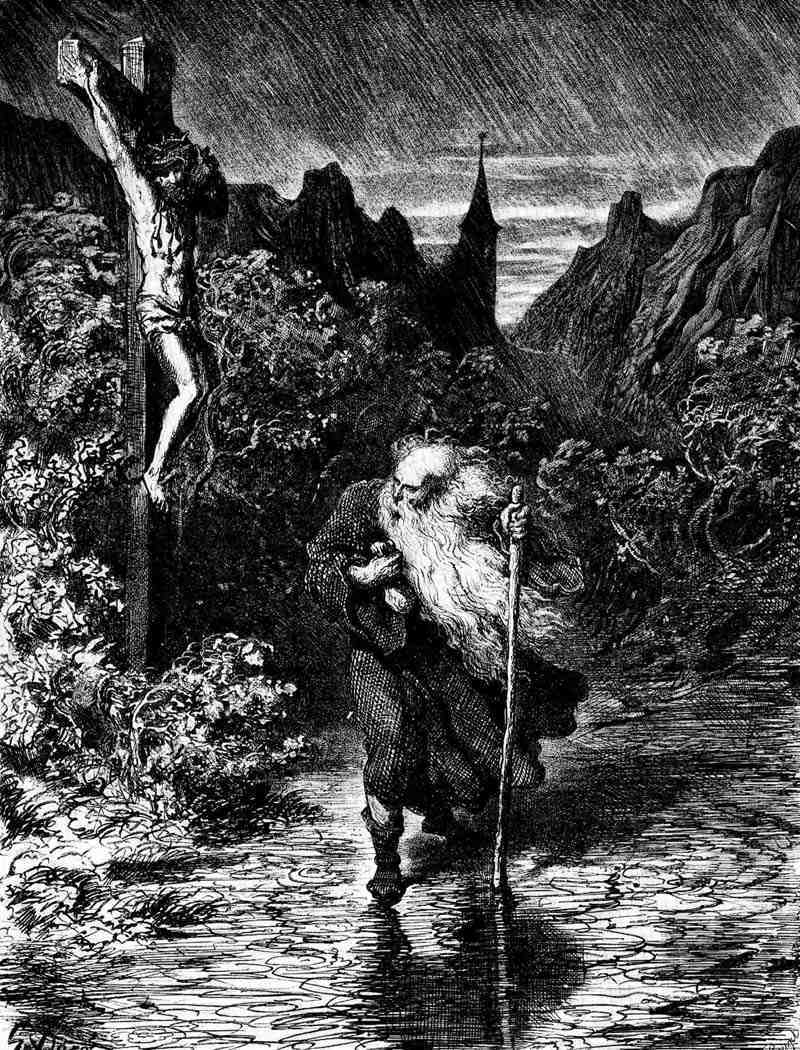
El Judío Errante, ilustrado por Gustave Doré.

El académico de la Real Academia de la Lengua Vasca Antonio Zavala (1928, Tolosa) publicó en 1998 Euskal erromantzeak, cancionero donde clasificó las baladas de la siguiente manera:
- Baladas históricas: aquellas que fueron compuestas basándose en algún tipo de hecho real, pues ofrecen datos como nombres de personas y sitios concretos, aunque no siempre pueda averiguarse lo que ocurrió. Son las de las baladas más antiguas.

- Baladas del honor: aquellas centradas en la temática del honor, típicamente europeas.

- Baladas del retorno: de temática típicamente europea también, narran lo acaecido entre la ausencia del esposo que marcha a la mar o la guerra, hasta su llegada, muchas veces irreconocible.

- Baladas de amor: de gran calidad lírica en palabras del académico, aunque luego descuiden el lado narrativo o se limiten a un diálogo entre los personajes.

- Baladas de cuentos y leyendas: no muy copiosas en número, son aquellas en los que se narran viejas leyendas como la del Judío Errante y que necesitan a veces de complementos explicativos en prosa.

- Baladas tardías: recientes por su composición, en poco se parecen a las históricas y su carácter de balada quizá se pudiera poner en cuestión.

- Baladas religiosas: clasificadas a su vez por su temática:

-Navidad: anuncian el nacimiento de Jesucristo.
-Pasión de Jesucristo: baladas que relatan su Pasión, muerte y resurrección.
-Fe cristiana: en estas se declaran la fe cristiana y/o recitan artículos de su doctrina
-Santuarios de la Virgen: El Santuario de Aránzazu y de Arrate son los santuarios marianos que más cancioneros han dado y la mayoría de estas giran alrededor de estos.
-Santoral: Se ensalzan las virtudes de santos como San Juan Bautista, San Pedro, Santa María Magdalena, Santa Clara, San Ignacio, etc.
- Fragmentos: Apenas son versos sueltos o fragmentos de lo que fueron baladas en el pasado.

- Medievales: Baladas recogidas por historiadores como Esteban de Garibay e Isasti, que fueron recopilados por Juan Carlos Guerra y Koldo Mitxelena.

## Cancioneros
- Euskal erromantzeak - Romancero Vasco. Antonio Zavala. Auspoa Liburutegia. Oiartzun (1998)

- Tradiciones vasco-cántabras. Juan Venancio Araquistáin. Tolosa (1866)

- Cancionero Popular del País Vasco. Resurrección María de Azkue. Bilbo (1968)

- Euskalerriaren Yakintza. Resurrección María de Azkue. Madrid (1935-1947)

- Chants populaires des Basques. Jean Badé (1840)

- Les chants populaires à l'église. Kantika espiritualak de dix cantiques basques anciens. Charles Bordes. París (1897)

- Douze chansons amoreuses du Pays Basque Français. Charles Bordes. París (1900)

- Dix cantiques populaires basques en dialecte souletin, récuilles et notées au cours de sa mission. Charles Bordes. París (1897)